# Ford Nucleon

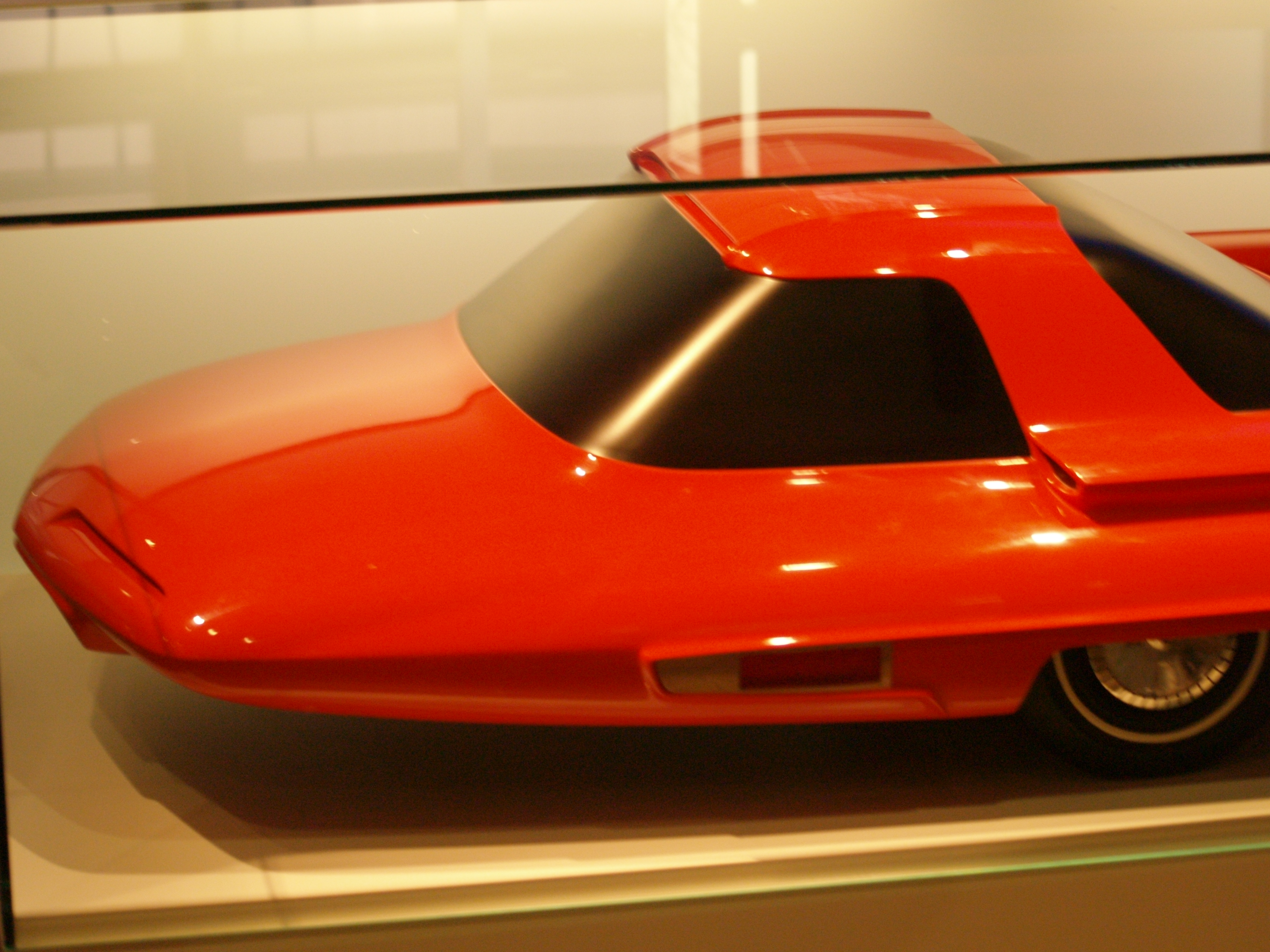
Ford Nucleon (vue de face)

La Ford Nucleon est un concept car développé par le constructeur automobile Ford en 1958. Ce modèle resta à l'état de prototype et seule une maquette à l'échelle 1:33 fut assemblée. Aux États-Unis, cette voiture reste pour beaucoup l'un des symboles de la montée en puissance de l'énergie nucléaire dans les années 1950.

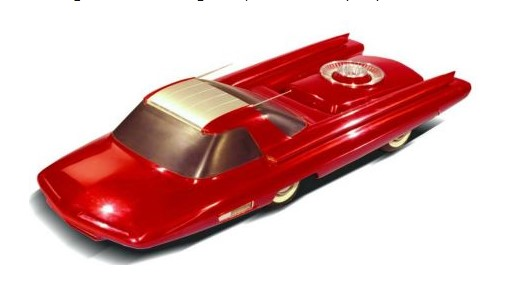
Ford-Nucleon 1958

## Propulsion nucléaire
Le groupe propulseur de la Nucleon devait se distinguer de celui des véhicules de l'époque. En effet, l'énergie nécessaire à sa propulsion ne devait pas provenir d'un moteur à explosion, mais d'un petit réacteur nucléaire situé à l'arrière du véhicule et alimenté par une capsule contenant des éléments radioactifs. D'après les ingénieurs, ce noyau devait être aisément remplaçable, sa durée de vie dépendant de la vitesse de croisière ainsi que de la distance parcourue par la voiture. Ce système devait aussi permettre de modifier la puissance du véhicule à volonté en remplaçant la capsule par une autre de plus grande puissance. Ford envisageait un avenir où les stations-service seraient remplacées par des stations de recharge à service complet, en théorie, la Nucleon pouvait parcourir 8 000 km (5 000 miles) avec un cœur atomique de capacité moyenne avant que le réacteur ne doive être remplacé par un nouveau. Une fois ce dernier épuisé, l'ensemble du réacteur devait être remplacé, les ingénieurs pensaient que les conducteurs les rapporteraient dans une station pour pouvoir être rechargé, puis réutilisé. Ford a émis l'hypothèse que le propriétaire aurait plusieurs choix pour les réacteurs à chaque changement de réacteur, comme un modèle économe en carburant ou un modèle haute performance.

## Conception du concept

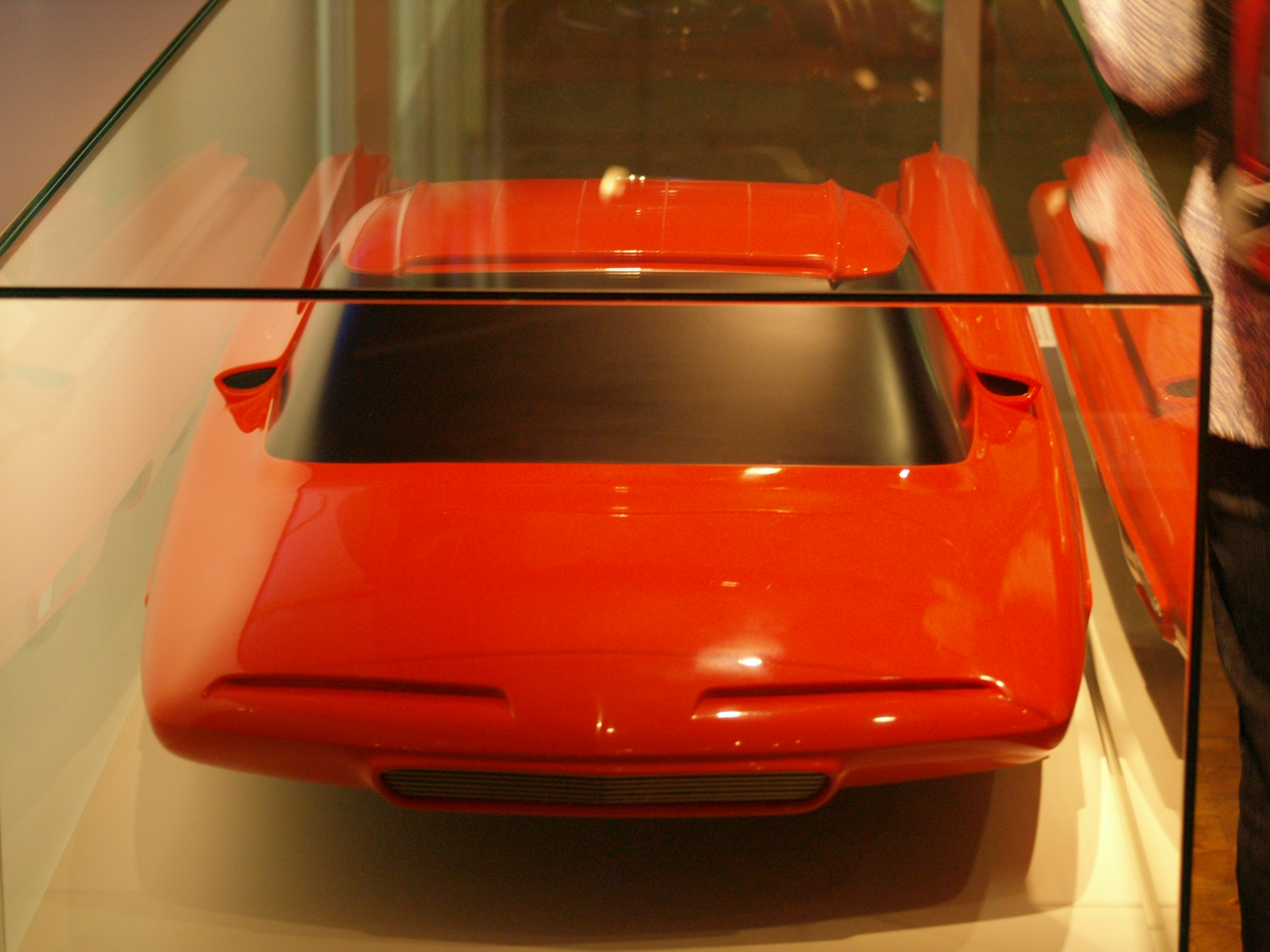
Ford Nucleon au Musée allemand des techniques de Berlin

Au moment du dévoilement du concept, la technologie nucléaire était relativement nouvelle, et on croyait que la technologie de la fission nucléaire pourrait être rendue compacte et abordable, de sorte que le combustible nucléaire deviendrait la principale source d'énergie aux États-Unis et que l'essence deviendrait obsolète. Il s'agirait de versions réduites des réacteurs nucléaires que les sous-marins militaires utilisaient à l'époque, utilisant de l'uranium comme matière fissile. En fin de compte, le réacteur utiliserait la chaleur pour convertir l'eau en vapeur et le groupe motopropulseur serait à vapeur.
Le concept car date de 1958. Il a été présenté en maquette le 13 février 1958.

## Culture populaire
La maquette de la Nucleon est exposée au Henry Ford Museum situé à Dearborn dans le Michigan.
Bob Gale, coproducteur du film Retour vers le futur, a avoué que le réacteur nucléaire en position arrière de la Nucleon avait influencé la réalisation de la DeLorean DMC-12 de son long métrage[réf. nécessaire].
Les producteurs des jeux Fallout 3 et Fallout: New Vegas se sont aussi servis de ce concept car pour créer les voitures inertes présentes dans l'environnement. Par exemple, les panneaux d'affichage du jeu décrivent la fictive Chryslus Corvega Atomic V8 comme ayant un moteur "V8 Atomic". La représentation du jeu est cependant plus satirique, car les voitures explosent en un invraisemblable nuage en forme de champignon et libèrent des radiations lorsque le joueur leur tire dessus,.